# Edna Mae Wilson
Edna Mae Wilson, nata Edna Brun (Schenectady, 1907 – New York, 23 luglio 1960), è stata un'attrice statunitense, attiva come attrice bambina del cinema muto dal 1913 al 1920 (tra i 7 e i 13 anni d'età). Usò anche i nomi di Edna Brun, Ednamae Wilson e Edna Wilson.

## Biografia
Edna Mae Wilson nasce nello stato di New York nel 1907. Comincia giovanissima a recitare, debuttando in teatro nel 1912 in uno spettacolo di Broadway.
Come attrice bambina apparve per la prima volta sullo schermo nel 1913, in un cortometraggio prodotto dalla Powers Picture Plays. Dopo un paio di film, passò alla Majestic Motion Picture Company, dove si trovò a lavorare accanto a Lillian Gish. 
Nella sua carriera, che durò esclusivamente nel periodo del muto, fu accreditata, dal 1913 al 1920, in sedici pellicole. Ebbe come compagni di lavoro attori prestigiosi quali Blanche Sweet, Mary Alden, Alma Rubens, Lon Chaney e il popolare attore di teatro Digby Bell.
Lasciata con l'adolescenza la carriera cinematografica, vive la propria vita lontana dal mondo dello spettacolo. Muore nel 1960 a New York, all'età di 53 anni.

## Filmografia
La filmografia è completa. Quando manca il nome del regista, questo non viene riportato nei titoli
- The Village Blacksmith, regia di Harry A. Pollard - cortometraggio (1913)
- Chivalry Days - cortometraggio (1913)
- A Turn of the Cards - cortometraggio (1913)
- Just a Song at Twilight - cortometraggio (1914)
- The Hunchback, regia di Christy Cabanne - cortometraggio (1914)
- A Diamond in the Rough, regia di John G. Adolfi - cortometraggio (1914)
- Jess of the Mountain Country (1914)
- The Last Shot - cortometraggio (1914)
- The Education of Mr. Pipp, regia di William F. Haddock (1914)
- The Kid Magicians, regia di Chester M. Franklin e Sidney Franklin - cortometraggio (1915)
- The Fall of a Nation, regia di Thomas Dixon Jr. (come Thomas Dixon) (1916)
- Le colonne della società (Pillars of Society), regia di Raoul Walsh (1916)
- Those Without Sin, regia di Marshall Neilan (1917)
- Who Knows?, regia di Jack Pratt - non accreditata (1917)
- Maggie Pepper, regia di Chester Withey (1919)
- A Man's Country, regia di Henry Kolker (1919)
- Once a Plumber, regia di Eddie Lyons e Lee Moran (1920)

## Teatro (Broadway)
- Mrs. Christmas Angel (Harris Theatre; 1912)